# Selon la police
Pour plus de détails, voir Fiche technique et Distribution.
Selon la police est un drame policier français réalisé par Frédéric Videau, et sorti en 2022.

## Synopsis
Six histoires croisées de six agents d'un commissariat de Toulouse et de la police aux frontières (PAF), racontées sur une même journée, à la suite de la visite du ministre de l'Intérieur.

## Fiche technique
- Titre original : Selon la police
- Réalisation et scénario : Frédéric Videau
- Musique : Florent Marchet
- Photographie : Céline Bozon
- Décors : Karim Lagati
- Costumes : Véronique Gely
- Montage : François Quiqueré
- Production : Philippe Liégeois
- Société de production : Bus Films
- Société de distribution : Pyramide Distribution
- Pays de production :  France
- Langue originale : français
- Format : couleur — 2,35:1
- Genre : drame, policier
- Durée : 111 minutes
- Dates de sortie :
  - France : 23 février 2022

## Distribution
- Patrick d'Assumçao : Serge Ping-Pong
- Laetitia Casta : Delphine
- Simon Abkarian : Tristan
- Alban Lenoir : Drago, le frère de Joël
- Sofia Lesaffre : Zineb
- Émile Berling : Joël, le frère de Drago
- Jean-François Stévenin : le père de Drago et Joël
- Anne-Cécile Moh : membre du groupe
- Adrien Guitton : membre du  groupe
- Idir Azougli : Fouad
- Corentin Fila : un flic
- Agathe Bonitzer : une flic
- Mathieu Lucci : un flic
- Luàna Bajrami : la fille enceinte
- Éric Collado : le flic des cages

## Accueil

### Critiques
Le film a une critique mitigée au moment de sa sortie. Le site Allociné donne une moyenne de 2,4/5 pour 14 titres de presse.
Le Journal du dimanche parle d'un film au « rythme posé, [qui] offre un bel espace de jeux aux acteurs, souvent remarquables […] ».
Pour Les Inrockuptibles, le film pose un « constat d'impasse, comme BAC Nord, mais sans la caricature de ce dernier ».
Ouest-France évoque « une œuvre polyphonique qui manque de fluidité ».

Dans Le Monde, Clarisse Fabre note : 

« Étonnant objet que cet élégant polar, au tempo calme et millimétré, où l'on suit une journée particulière dans la vie d'un commissariat de quartier […], ce faisant, le scénario dresse la cartographie de la dépression qui mine ces flics de rue […]. Le film s'avère un peu démonstratif lorsqu'il cherche des explications du côté de la vie personnelle ou familiale. Il devient carrément étrange dans son traitement des personnages féminins, les policières étant continuellement ramenées à leur physique […], comme une réminiscence de film noir avec sa belle héroïne. »

### Box-office
En France, pour son premier jour d'exploitation, le film se place à la 9e position du box-office des nouveautés, devant La Légende du roi crabe (904 entrées) et derrière Un peuple (1 653). Le film réalise 1 374 entrées pour 56 copies.